# Escrita laosiana
Escrita laosiana ou Akson Lao ( em laociano:  ອັກສອນລາວ Predefinição:IPA-lo ) é a escrita principal usada para escrever a língua laosiana e outras línguas minoritárias no Laos . Sua forma anterior, a escrita Tai Noi, também foi usada para escrever a língua Isan, mas foi substituída pela escrita tailandesa . Possui 27 consoantes ( ພະຍັນຊະນະ Predefinição:IPA-lo ), 7 ligaduras consonantais ( ພະຍັນຊະນະປະສົມ Predefinição:IPA-lo ), 33 vogais ( ສະຫລະ / ສະຫຼະ Predefinição:IPA-lo ) e 4 marcas de tons ( ວັນນະຍຸດ Predefinição:IPA-lo ).
O Lao abugida foi adaptado da escrita Khmer, que por sua vez foi derivada da escrita Pallava, uma variante da escrita Grantha descendente da escrita Brāhmī, que foi usada no sul da Índia e no Sudeste Asiático durante os séculos V e VI DC. Akson Lao é um sistema irmão da escrita tailandesa, com a qual compartilha muitas semelhanças e raízes. No entanto, o Laos tem menos caracteres e é formado de forma mais curvilínea do que o tailandês.
Lao é escrito da esquerda para a direita. As vogais podem ser escritas acima, abaixo, na frente ou atrás das consoantes, com algumas combinações de vogais escritas antes, acima e depois. Tradicionalmente, não eram usados espaços para separar palavras e pontuação, mas o espaço é usado e funciona no lugar de vírgula ou ponto final. As letras não têm diferenciação entre maiúsculas e minúsculas (maiúsculas e minúsculas).

## História
A escrita laociana derivou do Alfabeto quemer do Angkor com influência adicional do Mon script. O quemer e Mon eram últimamente derivado do Pallava script da Índia. The Lao script was slowly standardized in the Mekong River valley after the various Tai principalities of the region were merged under Lan Xang in the 14th century. It has changed little since its inception and continued use in the Lao-speaking regions of modern-day Laos and Isan. Although the Thai script continued to evolve, both scripts still bear a resemblance. However, this is less apparent today because the Lao People's Revolutionary Party has simplified the spelling to be phonemic and omitted extra letters used to write words of Pali-Sanskrit origin.
In the 1930s, Maha Sila Viravong, a Buddhist scholar, backed by the Buddhist Institute in Vientiane and the Buddhist Academic Council, added an additional set of Lao characters to support Pali and Sanskrit, thereby filling the missing gaps in the existing script. While the Buddhist Institute published books that utilised these extended Indic characters, they did not see widespread usage, and fell out of usage by 1975. In 2019, the extended Indic characters were added to Unicode 12.

Evolution of the Lao Script

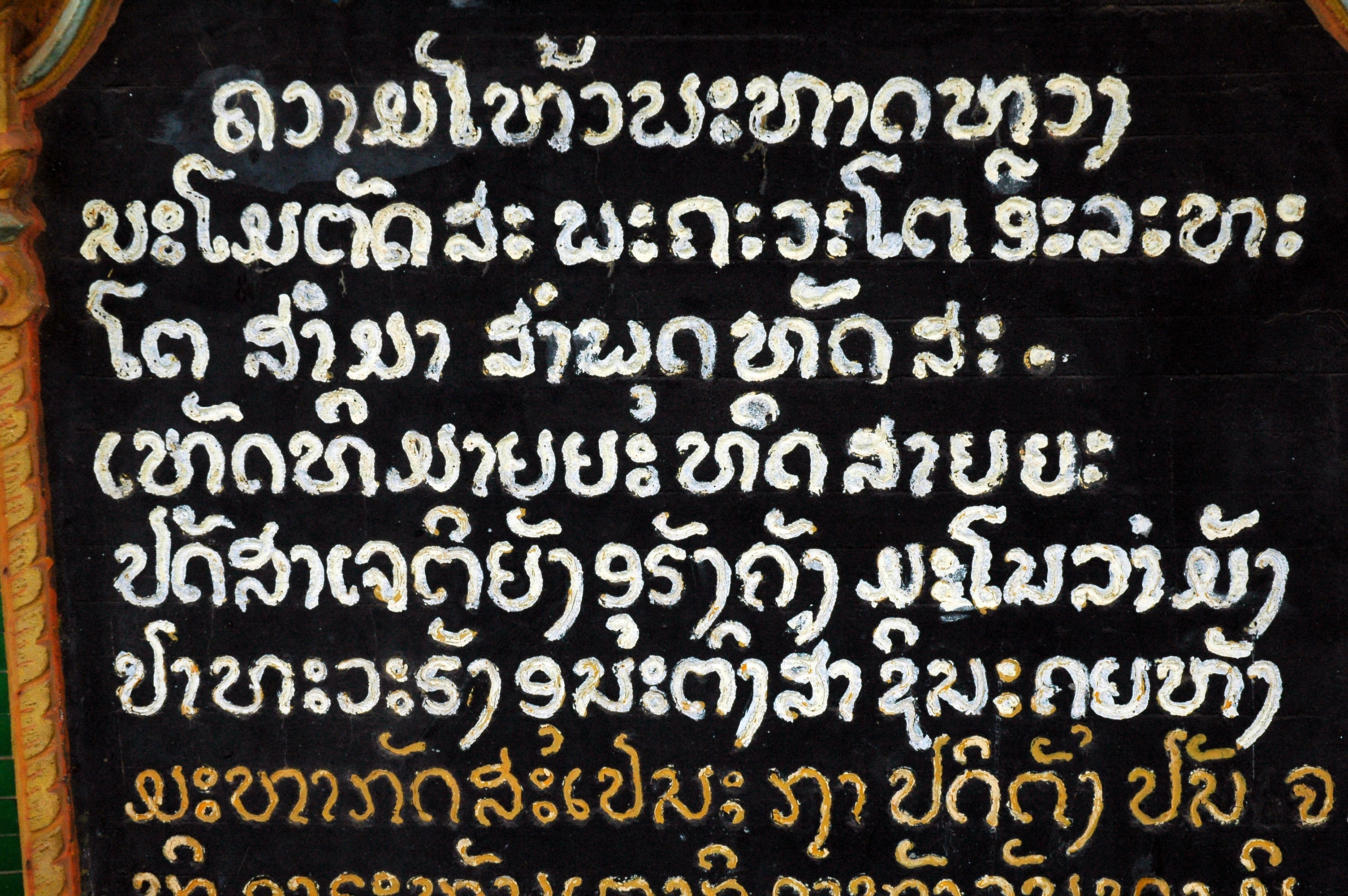
Lao script on a sign at Wat That Luang, Vientiane.